# Leoš Friedl

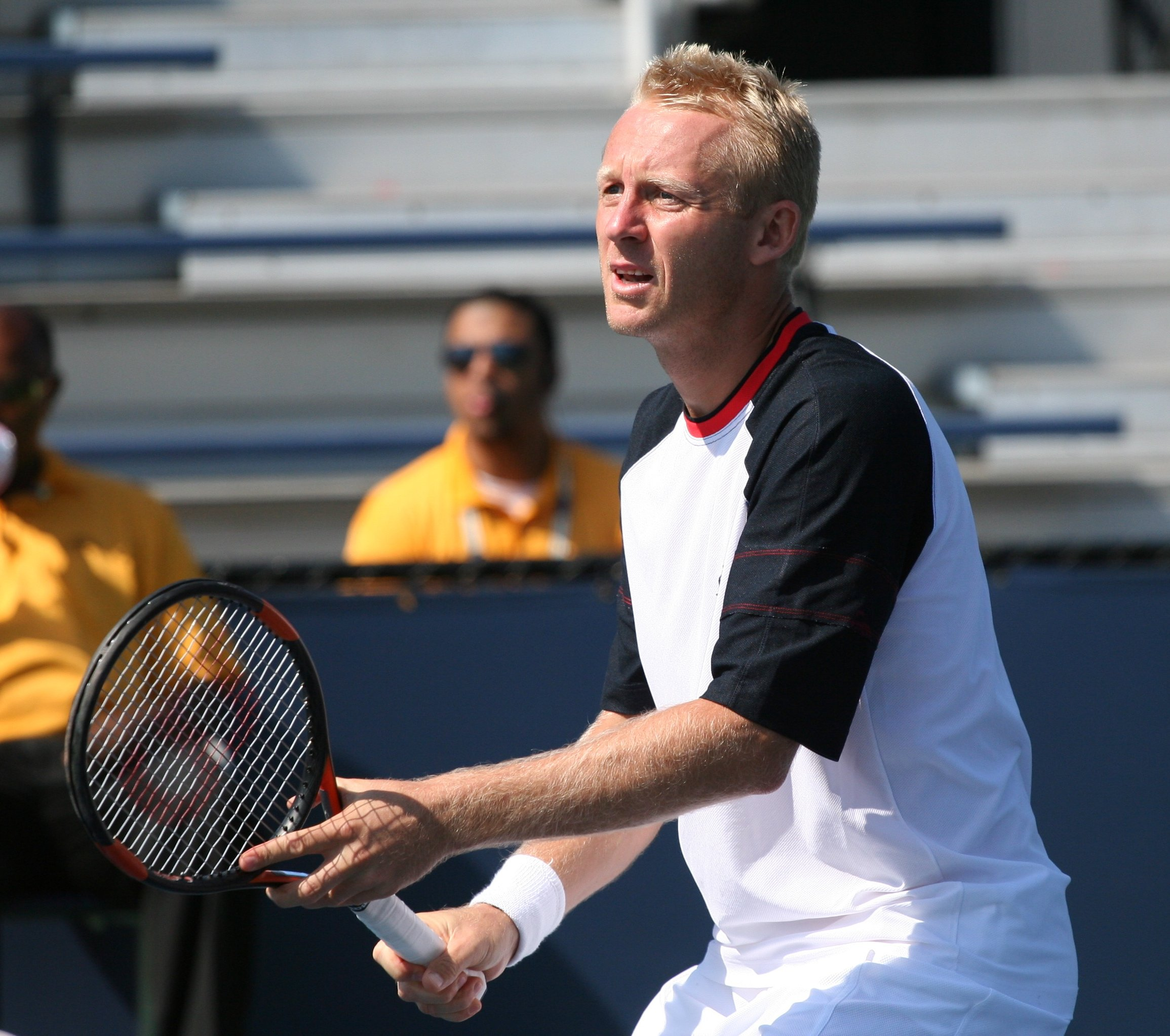

Leoš Friedl (Jindrichuv Hradec, Checoslovaquia, 1 de enero de 1977) es un jugador profesional de tenis que ha conquistado un total de 16 títulos de dobles en su carrera, en su mayoría con su compatriota Frantisek Cermak.

## Finales de Grand Slam

### Campeón Dobles Mixto
| Año  | Torneo    | Pareja             | Oponentes en la final | Resultado   |
| 2001 | Wimbledon | Daniela Hantuchová | Anke Huber Mike Bryan | 4-6 6-3 6-2 |

## Títulos

### Dobles
| Grand Slam (0)         |
| ATP Masters Series (0) |
| Tennis Masters Cup (0) |
| ATP Tour (16)          |

| Nº  | Fecha                 | Torneo          | Superficie    | Pareja           | Oponentes en la final                    | Resultado      |
| 1.  | 30 de julio de 2000   | San Marino      | Tierra batida | Tomáš Cibulec    | Gastón Etlis Jack White                  | 7-6(1) 7-5     |
| 2.  | 28 de julio de 2002   | Sopot           | Tierra batida | Frantisek Cermak | Jeff Coetzee Nathan Healey               | 7-5 7-5        |
| 3.  | 13 de abril de 2003   | Casablanca      | Tierra batida | Frantisek Cermak | Devin Bowen Ashley Fisher                | 6-3 7-5        |
| 4.  | 25 de julio de 2004   | Kitzbühel       | Tierra batida | Frantisek Cermak | Lucas Arnold Martín García               | 6-3 7-5        |
| 5.  | 15 de agosto de 2004  | Sopot           | Tierra batida | Frantisek Cermak | Martín García Sebastián Prieto           | 2-6 6-2 6-3    |
| 6.  | 13 de febrero de 2005 | Buenos Aires    | Tierra batida | Frantisek Cermak | José Acasuso Sebastián Prieto            | 6-2 7-5        |
| 7.  | 20 de febrero de 2005 | Costa do Sauipe | Tierra batida | Frantisek Cermak | José Acasuso Ignacio González King       | 6-4 6-4        |
| 8.  | 10 de abril de 2005   | Casablanca      | Tierra batida | Frantisek Cermak | Martín García Luis Horna                 | 6-4 6-3        |
| 9.  | 1 de mayo de 2005     | Estoril         | Tierra batida | Frantisek Cermak | Juan Ignacio Chela Tommy Robredo         | 6-3 6-4        |
| 10. | 10 de julio de 2005   | Gstaad          | Tierra batida | Frantisek Cermak | Michael Kohlmann Rainer Schuettler       | 7-6(6) 7-6(11) |
| 11. | 31 de julio de 2005   | Kitzbühel       | Tierra batida | Andrei Pavel     | Christophe Rochus Olivier Rochus         | 6-2 6-7(5) 6-0 |
| 12. | 19 de febrero de 2006 | Buenos Aires    | Tierra batida | Frantisek Cermak | Vasilis Mazarakis Boris Pashanski        | 6-1 6-2        |
| 13. | 5 de marzo de 2006    | Acapulco        | Tierra batida | Frantisek Cermak | Potito Starace Filippo Volandri          | 7-5 6-2        |
| 14. | 6 de agosto de 2006   | Sopot           | Tierra batida | Frantisek Cermak | Martín García Sebastián Prieto           | 6-3 7-5        |
| 15. | 22 de julio de 2007   | Stuttgart       | Tierra batida | Frantisek Cermak | Guillermo García López Fernando Verdasco | 6-4 6-4        |
| 16. | 26 de julio de 2010   | Umag            | Tierra batida | Filip Polasek    | Frantisek Cermak Michal Mertinak         | 6-3 7-6(7)     |